# 新源镇 (天峻县)
新源镇，是中华人民共和国青海省海西蒙古族藏族自治州天峻县下辖的一个行政建制镇。

## 行政区划
新源镇下辖以下地区：
城东社区、城西社区、梅拢牧委会、察木康牧委会、上日许尔牧委会、天棚牧委会、曲陇牧委会、扎德勒牧委会、拉陇牧委会、夏尔宗牧委会、下日许尔牧委会、拉萨尔牧委会、达尔角合牧委会和赛尔雄牧委会。

## 交通
青藏铁路：天峻站（位于天棚村）